# Coppa FIRA 1978-1979
La Coppa FIRA 1978-79 (in francese Trophée européen FIRA 1978-79), anche Coppa Europa 1978-79, fu il 19º campionato europeo di rugby a 15 organizzato dalla FIRA.
Si tenne dall’11 novembre 1978 al 20 maggio 1979 tra 6 squadre che si affrontarono con la formula del girone unico.
Il trofeo fu vinto per la sedicesima volta dalla Francia che si impose a punteggio pieno; si segnala l'esordio nella prima divisione dell'Unione Sovietica, che inaugurò il suo torneo a Tolosa contro la Francia venendo sconfitta soltanto nei minuti finali.
La stessa Unione Sovietica, che colse la sua prima vittoria a Roma contro l'Italia, si classificò terza assoluta.
La Spagna andò invece incontro alla sua peggiore sconfitta di sempre, un disastroso 0-92 contro la Francia a Oloron, solo preludio alla retrocessione in seconda divisione con cinque sconfitte in altrettante partite.
Nella seconda divisione, che si tenne a gironi, a primeggiare nei rispettivi gruppi furono Marocco e Paesi Bassi, che quindi si incontrarono in finale unica per decidere la squadra da promuovere; a Hilversum gli Oranje cedettero in casa contro la formazione nordafricana 17-21.
Il valore delle marcature, come stabilito dall’IRFB nel 1971, era: 4 punti per ciascuna meta (6 se trasformata), 3 punti per la realizzazione di ciascun calcio piazzato, mark o drop.

## Squadre partecipanti
| 1ª divisione     | 2ª divisione   | 2ª divisione |
| 1ª divisione     | Girone A       | Girone B     |
| ---------------- | -------------- | ------------ |
| Francia          | Marocco        | Belgio       |
| Italia           | Germania Ovest | Jugoslavia   |
| Polonia          | Svizzera       | Paesi Bassi  |
| Romania          |                | Svezia       |
| Spagna           |                |              |
| Unione Sovietica |                |              |

## 1ª divisione
| Arbitro: | Francis Palmade |

|                                |      |         |
| Aguirre (2) Bélascain Bustaffa | mt   | Gonjani |
| Viviès (2)                     | tr   |         |
| Viviès (3)                     | c.p. | Gonjani |

| Arbitro: | M. Lapciuk |

|                 |      |                          |
| Caligiuri 80+2’ | mt   | 40+2’ Berzin 42’ Ševerev |
| Zuin 80+2’      | tr   |                          |
| Zuin 80+5’      | c.p. | 14’ Gonjani              |

| Lublino 19 novembre 1978                                                                   | Polonia | 9 – 30 referto                 | Romania |  |
| Milart mt Marin Motrescu (3) Nica Ioniță Kruskinski tr Kruskinski c.p. Constantin (2) Nica |         |                                |         |  |
|                                                                                            |         |                                |         |  |
| Milart                                                                                     | mt      | Marin Motrescu (3) Nica Ioniță |         |  |
| Kruskinski                                                                                 | tr      |                                |         |  |
| Kruskinski                                                                                 | c.p.    | Constantin (2) Nica            |         |  |

| Arbitro: | C. Inchauspé |

|             |      |                                 |
| Lorenzo 15’ | mt   | 40’ Ingeniak                    |
| Lorenzo 30’ | c.p. | 7’, 13’ Kruskinski 69’ Ingeniak |
|             | drop | 69’ Ingeniak                    |

| Condom 29 novembre 1978 | Francia | 26 – 12 | Polonia |  |

| Arbitro: | Rea |

|                     |      |                  |
| Constantin 42’, 55’ | c.p. | 12’, 16’ Aguirre |
|                     | drop | 22’ Caussade     |

| Arbitro: | Witting |

|                                                                                    |      |           |
| Fabrizio Gaetaniello 11’ Mascioletti 21’ Bona 25’ N. Francescato 59’ Marchetto 78’ | mt   |           |
| Zuin 11’, 25’, 59’                                                                 | tr   |           |
| Zuin 34’, 47’, 66’                                                                 | c.p. | 38’ Godas |

| Arbitro: | Short |

|               |      |                       |
| Marchetto 27’ | mt   | 57’ Bilbao            |
| Zuin 27’      | tr   | 57’ Servien           |
| Zuin 3’       | c.p. | 18’, 23’, 31’ Servien |

| Arbitro: | Tavelli |

|                                                                                              |    |  |
| J-P Élissalde (3) Pelliccia (4) Blanco (3) Bilbao (4) Cordier Laporte Salas Cordoniu Clement | mt |  |
| Laporte (6) Blanco (2)                                                                       | tr |  |

| Arbitro: | Gracia |

|                                                |      |              |
| Mascioletti 16’ Mariani 49’ Marchetto 73’, 77’ | mt   |              |
| S. Bettarello 16’                              | tr   |              |
|                                                | c.p. | 21’ Jageniak |

| Arbitro: | Saint-Guilhem |

|                                                                                         |    |  |
| Constantin 10’ Stoica 36’ Dumitru 44’, 69’ G. Dinu 48’, 61’ Murariu 57’, 79’ Beches 63’ | mt |  |
| Constantin 36’, 44’, 48’ Tudose 48’                                                     | tr |  |

| Arbitro: | Irlinger |

|                 |      |                                         |
|                 | mt   | 40+2’ C. Dinu 73’ Scarlat 77’ Montrescu |
|                 | tr   | 73’, 77’ Constantin                     |
| Moriche 7’, 32’ | c.p. | 17’, 55’ Alexandru                      |

| Arbitro: | Gilbert Chevrier |

|         |      |                  |
| Gonjani | mt   | Motrescu Scarlat |
| Barinov | tr   | Dumitru Tudose   |
|         | drop | Dumitru          |

| Radzionków 13 maggio 1979                                  | Polonia | 7 – 19 referto | Unione Sovietica | Stadio Ruch |
| Milart mt Mironov (2) tr Drožin Kruskinski c.p. Drožin (3) |         |                |                  |             |
|                                                            |         |                |                  |             |
| Milart                                                     | mt      | Mironov (2)    |                  |             |
|                                                            | tr      | Drožin         |                  |             |
| Kruskinski                                                 | c.p.    | Drožin (3)     |                  |             |

| Arbitro: | André Eychenne |

|                 |      |             |
| Epifanov Alešin | mt   |             |
| Gonjani (2)     | tr   |             |
| Gonjani         | c.p. | Moriche (3) |

### Classifica
| Pos | Squadra          | G | V | N | P | PF  | PS  | DP   | Pt |
| --- | ---------------- | - | - | - | - | --- | --- | ---- | -- |
| 1   | Francia          | 5 | 5 | 0 | 0 | 171 | 34  | +137 | 15 |
| 2   | Romania          | 5 | 4 | 0 | 1 | 117 | 33  | +84  | 13 |
| 3   | Unione Sovietica | 5 | 3 | 0 | 2 | 61  | 69  | −8   | 11 |
| 4   | Italia           | 5 | 2 | 0 | 3 | 71  | 76  | −5   | 9  |
| 5   | Polonia          | 5 | 1 | 0 | 4 | 47  | 100 | −53  | 7  |
| 6   | Spagna           | 5 | 0 | 0 | 5 | 25  | 180 | −155 | 5  |

## 2ª divisione

### Girone A
| Data       | Incontro                  | Risultato | Sede       |
| ---------- | ------------------------- | --------- | ---------- |
| 28-11-1978 | Svizzera ― Germania Ovest | 0-18      | Ginevra    |
| 24-3-1979  | Marocco ― Svizzera        | 43-0      | Casablanca |
| 8-4-1979   | Germania Ovest ― Marocco  | 6-13      | Hannover   |

|  | Classifica     | G | V | N | P | PF | PS | P±  | PT |
|  | -------------- | - | - | - | - | -- | -- | --- | -- |
|  | Marocco        | 2 | 2 | 0 | 0 | 56 | 6  | +50 | 6  |
|  | Germania Ovest | 2 | 1 | 0 | 1 | 24 | 13 | +11 | 4  |
|  | Svizzera       | 2 | 0 | 0 | 2 | 0  | 61 | -61 | 2  |

### Girone B
| Data       | Incontro                 | Risultato | Sede      |
| ---------- | ------------------------ | --------- | --------- |
| 15-10-1978 | Svezia ― Jugoslavia      | 3-7       | Enköping  |
| xx-11-1978 | Jugoslavia ― Belgio      | 0-20      | Macarsca  |
| 5-11-1978  | Paesi Bassi ― Svezia     | 4-0       | Hilversum |
| 7-11-1978  | Belgio ― Svezia          | 12-6      | Bruxelles |
| 2-12-1978  | Jugoslavia ― Paesi Bassi | 11-30     | Spalato   |
| xx-12-1978 | Paesi Bassi ― Belgio     | 10-3      | Hilversum |

|  | Classifica  | G | V | N | P | PF | PS | P±  | PT |
|  | ----------- | - | - | - | - | -- | -- | --- | -- |
|  | Paesi Bassi | 3 | 3 | 0 | 0 | 44 | 14 | +30 | 9  |
|  | Belgio      | 3 | 2 | 0 | 1 | 35 | 16 | +19 | 7  |
|  | Jugoslavia  | 3 | 1 | 0 | 2 | 18 | 53 | -35 | 5  |
|  | Svezia      | 3 | 0 | 0 | 3 | 9  | 23 | -14 | 3  |

### Finale
| Hilversum 29 aprile 1979                                                 | Paesi Bassi | 17 – 21 referto  | Marocco | Parco sportivo comunale (2500 spett.) |
| Michel (2) mt Amri (2) Bestagi Koemans (3) c.p. Amri (2) drop Quarmouchi |             |                  |         |                                       |
|                                                                          |             |                  |         |                                       |
| Michel (2)                                                               | mt          | Amri (2) Bestagi |         |                                       |
| Koemans (3)                                                              | c.p.        | Amri (2)         |         |                                       |
|                                                                          | drop        | Quarmouchi       |         |                                       |